# 시메트라 투어
시메트라 투어(Symetra Tour, 과거 명칭: LPGA 퓨처스 투어/LPGA Futures Tour)는 LPGA 투어에 오르지 못한 선수나 탈락한 선수가 정식투어에 나가기 위해 실력을 연마하는 무대이다. 1981년 창설되었다. 미국 전역을 돌며 매년 15개 안팎의 대회가 열리는데 대부분 3라운드 54홀 스트로크 플레이로 펼쳐진다. 아마골프에서 그랜드 슬램을 기록한 박지은이 프로로 전향 출전해 좋은 성적을 기록했다.